# 托勒密九世
托勒密九世「救主二世」（Ptolemaĩos Sōtḗr，约前182年—前116年6月28日），民間綽號「鷹嘴豆」（希臘語：Λάθυρος，Láthuros），他是埃及托勒密王朝国王，先后兩次在位（前116年—前107年，前88年—前81年），中間被弟弟托勒密十世·亚历山大一世的統治時間給中斷。托勒密九世是托勒密八世和克麗奧佩脫拉三世之子，在前116年—前107年其間以王室稱號「托勒密·愛母者·救主」與其祖母克麗奧佩脫拉二世、母親克麗奧佩脫拉三世形成三元共治，之後在前88年—前81年改以王室稱號「托勒密·救主」之身分統治埃及。
當托勒密八世與克麗奧佩脫拉三世爆發內戰時，在前130年同父異母的哥哥托勒密·孟斐忒斯被殺之後，托勒密九世明顯就被以王位繼承者來培養。前116年父親托勒密八世於駕崩後，他成為克麗奧佩脫拉二世（在任直到前115年）、克麗奧佩脫拉三世的共治者，最終他在前107年與母后發生爭端並被廢拙，母親改讓弟弟托勒密十世登上王位。然而，托勒密九世成功奪取賽普勒斯島，並從那裡為基地入侵猶地亞。對此托勒密十世認為這是兄長入侵埃及的先期準備，他出兵干涉兄長的軍事行動，迫使托勒密九世無功而返。前88年，托勒密王國首都亞歷山卓公民暴動，驅逐了托勒密十世並迎回托勒密九世為王。他之后單獨統治埃及，直到前81年臨死前他立女兒貝勒尼基三世為共治女王為止，他不久後過世，統治權傳給貝勒尼基三世。

## 背景和早期生涯

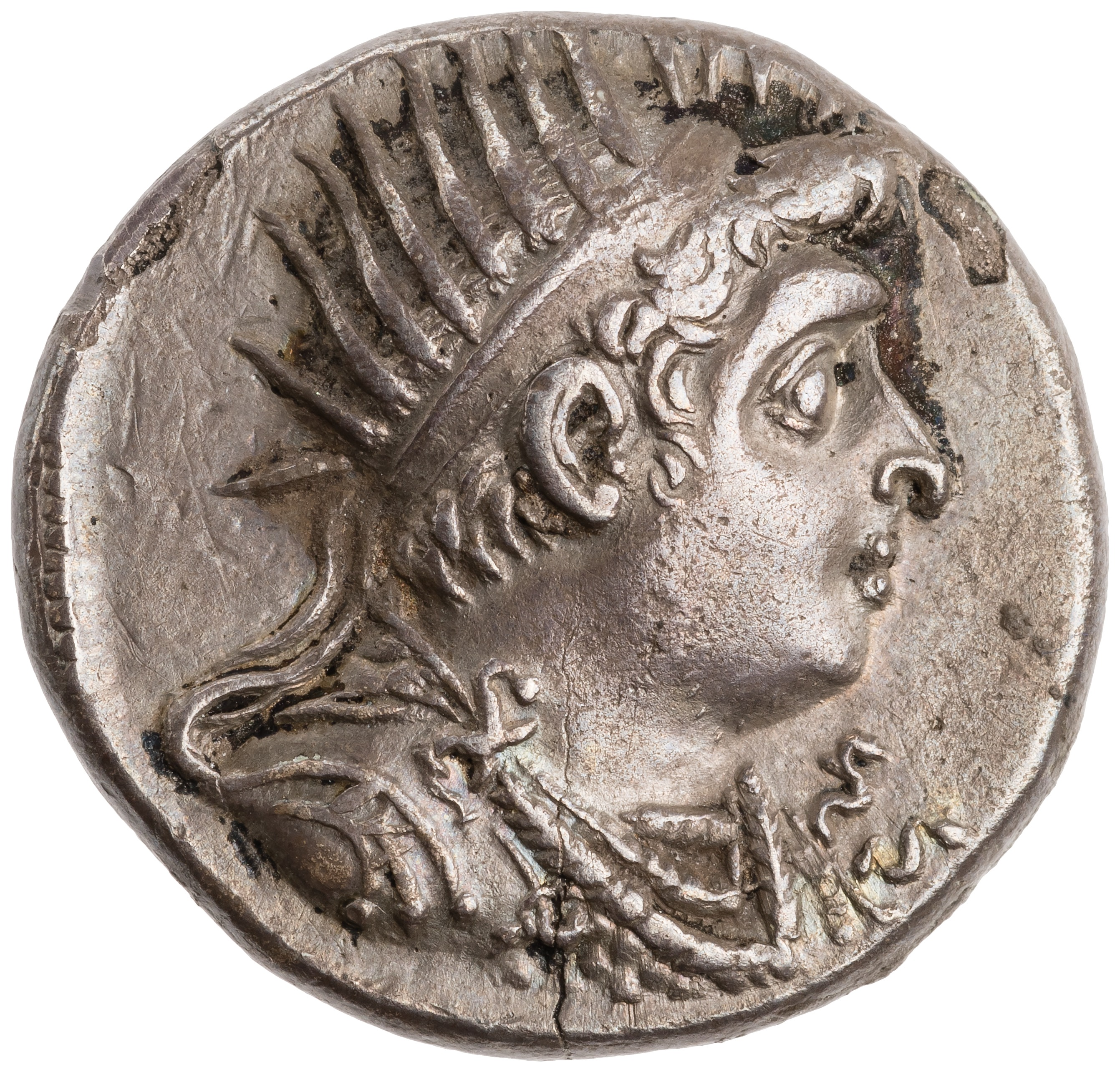
托勒密八世錢幣

當托勒密五世於前180年過世時，他留下三個孩子托勒密六世、托勒密八世和女兒克麗奧佩脫拉二世，這三人後來都成為君王進行共治，三元共治從前169年直到前164年托勒密八世驅逐兄長六世為止。很快的在隔年前163年時，托勒密八世自己被驅逐，托勒密六世奪回埃及王位。托勒密八世被迫退入昔蘭尼加，該地成為他的王國。直到前145年之時，托勒密六世於敘利亞地區戰死，托勒密八世因此受國人邀請返回國內，重新登基為埃及國王，並娶姐姐兼大嫂的克麗奧佩脫拉二世為王后。托勒密八世和克麗奧佩脫拉二世之間的關係迅速惡化，尤其是在托勒密八世娶了托勒密六世和克麗奧佩脫拉二世的女兒克麗奧佩脫拉三世作為第二任王后時，雙方關係陷入冰點。這場王室衝突最中演變成內戰，一方是托勒密八世和克麗奧佩脫拉三世，另一方是克麗奧佩脫拉二世。最終由托勒密八世和克麗奧佩脫拉三世獲得這場戰爭的勝利，但最終他們雙方相互和解，在前124年克麗奧佩脫拉二世重新成為埃及的共治者。
托勒密九世是托勒密八世和克麗奧佩脫拉三世的兒子。他的確切出生日期有點不清楚。作為法老，他的荷魯斯名提到他「與現世阿匹斯神牛一同誕生而特別出眾，與伊西斯之子同為攣生出身」，似乎暗示他與當時的阿匹斯公牛同樣出生於前143/2年，這會將他父母的結婚年份提早兩年至前141年。一些歷史學者如君特·霍伯尔（Günther Hölbl）認為這不太可能，因此認為托勒密九世的出生應該在前140年或前139年
在一開始托勒密九世並不準備為王位繼承人，埃及王位繼承人是他同父異母的兄長托勒密·孟斐忒斯，他是托勒密八世和克麗奧佩脫拉二世的兒子，早在約前142年孟斐忒斯被立為共治王。在前134/3年托勒密九世16歲左右時，他在那一年擔任該年度的亞歷山大大帝祭司職位，而托勒密·孟斐忒斯在前一年也擔任同樣的職務。然而隨著內戰爆發，在前130年時克麗奧佩脫拉二世企圖擁立托勒密·孟斐忒斯來取代托勒密八世，導致托勒密八世謀殺了自己兒子孟斐忒斯，並改培養托勒密九世為繼承人。
之後在前119年或前年118年左右，托勒密九世與妹妹克麗奧佩脫拉四世結婚。前117年左右前後，在母親克麗奧佩脫拉三世的要求下，托勒密九世成為賽普勒斯島統帥（strategos, nauarchos, archiereus, archikynegos），並前去該島任職。托勒密九世夫妻倆可能在賽普勒斯島先後誕下兩個兒子，出生於前117年的未來埃及國王托勒密十二世，和出生於前116年的未來賽普勒斯國王托勒密。

## 第一次統治埃及期間 （前116年–前107年）

### 托勒密八世遺屬

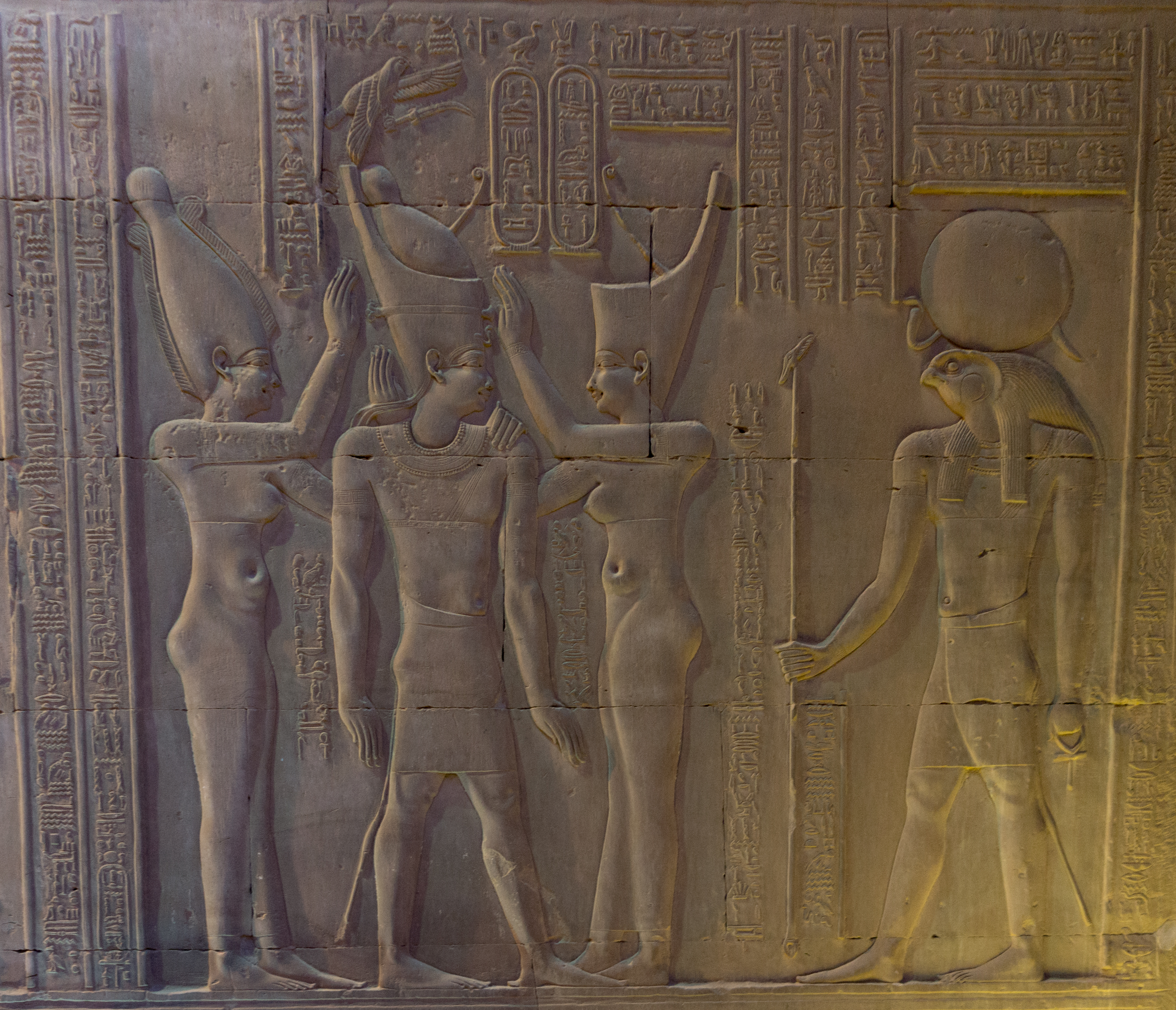
托勒密九世加冕為埃及法老，繪於考姆翁布神廟（Kom Ombo）

前116年6月28日托勒密八世駕崩，根據古羅馬歷史學家查士丁的記載，托勒密八世的遺屬中提到，讓克麗奧佩脫拉三世自由選擇托勒密九世或托勒密十世兩人之中，讓其中任一個兒子成為王位繼承者。遺屬還提到要把昔蘭尼加獨立為一個王國，分給庶子托勒密·阿皮翁為王。查士丁進一步提到，原先克麗奧佩脫拉三世是想選十世為新王，但亞歷山卓的公民們暴動起來並強迫她立托勒密九世為王。羅馬時代作家保薩尼亞斯也暗示到，在前117年時克麗奧佩脫拉三世之所以要求托勒密九世外派賽普勒斯任職，就是要讓他遠離權力核心，確保托勒密十世他可以順利繼成王位。
一些歷史學家認為這個說法具有一定可信度，然而學者克里斯·班奈特（Chris Bennett）認為這故事是偽造的，可能是克麗奧佩脫拉三世在後來杜撰出來的。學者克里斯·班奈特指出在查士丁的故事中，托勒密八世駕崩時只有克麗奧佩脫拉三世這一位共治王后在位，然而出土文獻卻表明當時另一位共治王后克麗奧佩脫拉二世直到前116年以前都還活著，因此克麗奧佩脫拉三世在當時不可能獨攬大權可以單獨由她決定新王的人選。
無論如何，前116年10月起倖存的莎草紙文件中記載到克麗奧佩脫拉二世、克麗奧佩脫拉三世、托勒密九世以如此排序並列她們三人為共治王，說明最終托勒密九世被立為新王，他的王室崇拜稱號（epithet）為「愛母者·救主」（Philometor Soter）。因為這個稱號與克麗奧佩脫拉二世在對抗托勒密八世的內戰中所使用的稱號相同，因此認為克麗奧佩脫拉二世在新的三元共治體系中扮演主要掌控政權的角色。

### 離婚、再婚，和干涉塞琉古內戰
當托勒密九世繼位後，弟弟托勒密十世立即被外派賽普勒斯島成為全島統帥。克麗奧佩脫拉二世在前115年4月之前某個時間去世，這讓克麗奧佩脫拉三世之後成為托勒密埃及政府的主要掌舵手，在母親的要求下，儘管托勒密九世很愛自己的妹妹兼妻子克麗奧佩脫拉四世，但被迫與她離婚。克麗奧佩脫拉四世心有不甘，她離開埃及並決定私自改嫁給她的表哥塞琉古國王安條克九世，安條克其母克麗奧佩脫拉·特婭是克麗奧佩脫拉三世的姐姐。安條克九世正與他母異父的兄長安條克八世內戰，安條克八世之前娶了克麗奧佩脫拉四世的姐姐特里菲娜。在克麗奧佩脫拉四世前去敘利亞的路上，她前去賽普勒斯島停留。為了幫助安條克九世打贏塞琉古內戰，她可能透過過往自己與托勒密九世曾在賽普勒斯島所留下的影響力，在那里徵召了一支軍隊並奪取賽普勒斯艦隊的控制權。可能在此結果下，托勒密十世於前114/113年自立為賽普勒斯國王，公開與托勒密九世作對。
同時托勒密九世與他的妹妹克麗奧佩脫拉·塞勒涅一世結婚，他們倆很快就有了一個女兒貝勒尼基三世。克麗奧佩脫拉·塞勒涅一世並沒有如同慣例般被丈夫立為共治女王，相反地官方文書記載這段期間只有克麗奧佩脫拉三世和托勒密九世共治，母子倆以一對「愛母·救主神」（Theoi Philometores Soteres）納入托勒密王朝崇拜之中。
托勒密九世在塞琉古內戰中支持安條克九世來對抗安條克八世，前114年克麗奧佩脫拉四世被安條克八世王后特里菲娜俘虜並被殺害，不久特里菲娜自己於前111年被安條克九世俘虜被殺。在前109年時，托勒密九世派遣一支生力軍前去幫助安條克九世，幫他對抗猶太哈斯蒙尼王朝統治者約翰·海卡努斯。

### 被逐出亞歷山卓
前107年秋天，克麗奧佩脫拉三世和托勒密九世之間爆發了新的衝突，保薩尼亞斯聲稱克麗奧佩脫拉三世先傷了她自己的一些宦官，並將他們公開展示給外界，宣稱這是她兒子企圖暗殺她的證據，這導致首都亞歷山卓公民暴動，並將托勒密九世驅逐出城。在這同時，托勒密十世從賽普勒斯島離開，前去埃及門戶重鎮佩魯修姆，克麗奧佩脫拉三世並把托勒密十世帶回亞歷山卓，讓他成為共治者，登上埃及王位。托勒密九世當初逃離時把兩個孩子都留在亞歷山卓，甚至妻子克麗奧佩脫拉·塞勒涅一世也被落下，克麗奧佩脫拉·塞勒涅一世她似乎之後嫁給托勒密十世為妻。

## 賽普勒斯國王 （前107年–前88年）
從亞歷山卓被驅逐出境後，托勒密九世前去塞浦路斯島，然而克麗奧佩脫拉三世派出的部隊追殺他，迫使他流亡到敘利亞皮埃里亞的塞琉西亞（Seleucia Pieria）。前106年托勒密九世從那里重整旗鼓，奪取了塞浦路斯島，成為賽普勒斯國王。此外，托勒密九世還控制昔蘭尼加地區，很明顯他當初並未執行托勒密八世的遺屬。直到了前105年他的同父異母的兄弟托勒密·阿皮翁抗議不公的處境，並向大眾公布自己的生前遺屬，提到如果托勒密·阿皮翁他沒有繼承人就死去的話，他就把昔蘭尼加的繼承權益轉給羅馬共和國。當時希臘化國王為了預防自己被王位繼承對手所暗殺，假如自己被暗殺後為了確保對手一無所獲，他們經常用遺屬的方式把王國轉給強大的羅馬人，加上克麗奧佩脫拉三世試圖用這方法讓昔蘭尼加脫離托勒密九世掌控。最終在羅馬的壓力下，大約在前102年昔蘭尼加依據托勒密八世的遺屬被分給托勒密·阿皮翁，昔蘭尼加獨立為一個王國。但托勒密·阿皮翁登上昔蘭尼國王不久就在前96年過世，沒有留下繼承人，王國領土由羅馬共和國繼承。
在前103年，新任哈斯蒙尼王朝國王亞歷山大·詹納烏斯率領軍隊圍攻腓尼基的托勒邁斯，這座城市向托勒密九世求援，他隨後率艦隊前去為其解圍。接著，托勒密九世繼續對哈斯蒙尼王國發動戰爭，他入侵加利利，在靠近約旦河的亞索豐（Asophon）的會戰中擊敗亞歷山大·詹納烏斯，之後肆無忌憚地掠奪了猶地亞地區。因為擔心托勒密九世透過猶地亞地區作為橋頭堡來入侵埃及，克麗奧佩脫拉三世和托勒密十世也率軍進入猶地亞和敘利亞地區與托勒密九世作戰。托勒密十世從海路入侵腓尼基地區，接著繼續往內陸進軍至大馬士革，而克麗奧佩脫拉三世則是率軍圍攻腓尼基的托勒邁斯。對此，托勒密九世試圖繞過他們，直接往埃及本土進軍，但托勒密十世連忙率軍趕回來阻止他。托勒密九世只好被迫在加薩過冬，在前102年上半無奈率軍撤回賽普勒斯島。之後直到前88年為止，史書上沒有提到托勒密九世之後的活動。

## 第二次統治埃及期間 （前88年–前81年）

### 復位
在前88年春季，亞歷山卓的軍隊與公民們轉頭反對托勒密十世，並把他驅逐出埃及，隨後亞歷山卓人召回托勒密九世，讓他重回埃及王位。同年11月，托勒密九世在孟菲斯也冠上埃及法老的頭銜。在托勒密九世第一次統治埃及時，他的王室稱號是「愛母者·救主」（Philometor Soter），當他復位後因為「愛母者」會聯想到他的母親克麗奧佩脫拉三世，因此復位後他的王室稱號便去掉這一詞，留下「救主」。此外，托勒密九世把有關克麗奧佩脫拉三世和托勒密十世的膜拜和紀念物都試圖從官方記錄上抹去。
當托勒密九世返回埃及王位前，於前91年起埃及南方的領土已經陷入本土叛軍的勢力之中。托勒密九世復位後，他於前88年11月派遣一支大軍，在將軍伊厄拉斯的率領下前去平亂。很快地該地首府底比斯就在嚴重破壞後被收復。托勒密埃及政府收復直到菲萊的國土，但下努比亞地區在這場叛亂之後已經被麥羅埃王國控制，並沒有收回。

### 羅馬的宣稱與第一次米特里達梯戰爭
在被亞歷山卓公民驅逐之後，托勒密十世試圖入侵賽普勒斯，企圖奪下這座島。然而他在征戰中戰死，在發動這此行動之前他跟羅馬共和國借貸大量資金，並在遺屬中提到若沒有繼承人將把王國遺饋給羅馬來回報。僅管羅馬之後並沒有對此採取行動，但在托勒密九世他之後的統治後期，羅馬干預的可能性一直籠罩著，迫使他對羅馬人採取高度恭順的低姿態。
前86年羅馬共和國正在與本都王國米特里達梯六世進行第一次米特里達梯戰爭，這時羅馬將軍盧庫魯斯率領羅馬艦隊抵達亞歷山卓，他向埃及尋求財政和軍事支援以進行本都的戰事。托勒密九世盛大的款待盧庫魯斯，但沒有提供他任何的軍事協助。這部分原因可能是羅馬當前混亂的政治局勢，羅馬主戰派勢力是蘇拉來領導的，但他已被盧基烏斯·科爾內利烏斯·秦納領導的羅馬政府宣佈為法外之徒，再加上米特里達梯六世在前88年於科斯島抓到托勒密九世其中一位兒子，且持續未放回，迫使他不敢太多表態。

### 過世和繼承人
前81年8月5日，托勒密九世將他的女兒貝勒尼基三世立為共治女王，她在之前曾是托勒密十世的王后和共治女王。一些來源認為托勒密九世在前88年第二次統治期間開始時就讓貝勒尼基三世成為他的共治女王，但所有出土文件都表明他一直單獨統治，直到前81年這一刻才立新的共治王。此後不久，可能是在同年12月托勒密九世就去世了，留下他的女兒單獨繼承王位。在幾個月的單獨統治後，她的堂弟托勒密十一世被立為她的共治王。然而托勒密十一世剛即位不久，他謀殺了貝勒尼基三世，自己也隨後被暴民所殺了，取而代之的是托勒密九世的另一個孩子托勒密十二世繼承埃及王位。

## 政策
在托勒密九世的第一次統治時期可能建造了一些建築物，其中包括了在丹德拉神廟建築群（Dendera Temple complex）和埃德富神廟上的建築工作。前115年8月，托勒密九世沿著尼羅河航往象島，在那里慶祝當地的宗教節日，以紀念尼羅河的偉大河神。參加該活動是是一項傳統的法老職責，旨在感謝洪水氾濫並確保下一次的氾濫會發生。托勒密九世親自參與這一儀式，而不是讓當地的祭司代替他，這一事實表明托勒密九世在很大的程度上自己接受了法老的責任和腳色。

### 與羅馬共和國關係
前112年由羅馬元老院議員盧基烏斯·穆米烏斯率領的羅馬使團來到埃及，作為訪問的一部分，他曾經到法尤姆地區進行觀光。當時埃及官方紙莎草公文被保存了下來，文中指示所有地方官員要以最大的尊榮對待他，並為他提供最豪華的住宿。這次訪問顯示當時托勒密王室尋求追求與羅馬共和國交好，它也是羅馬人到埃及旅遊的早期案例，這之後埃及旅遊在羅馬帝國時期的成為一個主流現象。菲萊的一組四幅塗鴉畫是早期羅馬游客到訪的另一組證據，當中可追溯到前116年，它們是已知拉丁文最早發現在埃及的案例。

## 婚姻和子嗣

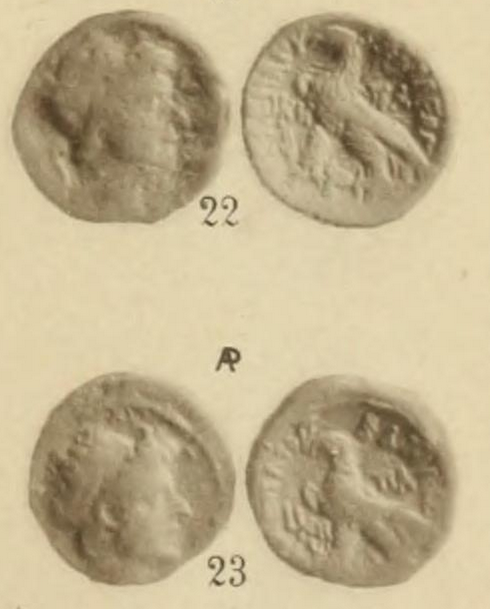
托勒密十二世相當稀少的德拉克馬錢幣，由賽普勒斯的帕福斯於前53年打造

托勒密九世已知結過兩次婚，第一次是在前119年左右與克麗奧佩脫拉四世結婚，這場婚姻直到他在前115年被迫離婚為止。第二次是從前115年與克麗奧佩脫拉·塞勒涅結婚，這次直到他在前107年從亞歷山卓逃跑時拋棄了她。
至少有三個孩子被說是托勒密九世的，其中他的兩個兒子托勒密十二世和賽普勒斯的托勒密之出生年份和生母都存在爭議。根據查士丁的說法，克麗奧佩脫拉·塞勒涅和托勒密九世有兩個兒子。有一說法認為查士丁所提的兩兒子是指托勒密十二世和賽普勒斯的托勒密。但羅馬西塞羅和其他古代資料將托勒密十二世稱為私生子，特洛古斯甚至稱他為野種（nothos）。另一方面保薩尼亞斯卻記載貝勒尼基三世是托勒密九世唯一合法的子嗣。這些記載使得查士丁的兩個兒子說法之身份無法與托勒密十二世兄弟連結。歷史學者約翰·懷特霍恩（John Whitehorne）懷疑查士丁這個說法，他認為克麗奧佩脫拉·塞勒涅這兩個兒子可能在很小的時候就早夭了。
關於托勒密十二世兄弟的生母，學者邁克爾·格蘭特認為他的生母可能是一位敘利亞人或是希臘混血的情婦，學者君特·霍伯爾則認為她可能是一位埃及上流女子。然而，學者約翰·彭特蘭·馬哈菲爵士（John Pentland Mahaffy）和克里斯多福·班尼特（Christopher Bennett）則認為他們的生母是克麗奧佩脫拉四世，之所以托勒密十二世兄弟他們是非法子嗣，是因為克麗奧佩脫拉四世是托勒密九世當上國王之前迎娶的妻子，且她沒有被立為共治女王，如此這樣的話，托勒密十二世和賽普勒斯的托勒密分別出生在前117年和前116年。克里斯多福·班尼特更進一步認為查士丁的兩個兒子就是指托勒密十二世兄弟倆，只不過查士丁把生母寫錯了。
托勒密九世女兒貝勒尼基三世的生母也不太確定，克麗奧佩脫拉四世和克麗奧佩脫拉·塞勒涅兩者皆是候選，其中前者較受到現代學術界青睞。學者克里斯多福·班尼特指出，貝勒尼基三世的合法性從未受到古代歷史學家的質疑，加上托勒密九世和克麗奧佩脫拉四世的婚姻合法性不足，這使得貝勒尼基三世更有可能是合法婚姻誕下的結果，即她是父親和克麗奧佩脫拉·塞勒涅婚姻之間的結晶。
| 名字             | 圖像 | 出生                       | 死亡        | 備註                                                              |
| ---------------- | ---- | -------------------------- | ----------- | ----------------------------------------------------------------- |
| 托勒密十二世     |      | 前117年 或 約前98年        | 前51年2/3月 | 埃及國王 （前80年-前58年 & 前55年-前51年）                        |
| 賽普勒斯的托勒密 |      | 前116年 或 約前96年?       | 前58年      | 賽普勒斯國王 （前80年-前58年）                                    |
| 貝勒尼基三世     |      | 前115年後半 或 前114年前半 | 前80年4月   | 托勒密十世共治女王 （前101年-前88年），埃及女王 （前81年-前80年） |

## 註腳
1. 1 2 3 4 5  Bennett, Chris. . Egyptian Royal Genealogy.   [11 November 2019]. （原始内容存档于2022-10-11）.
2. 1 2  Hölbl 2001，第203頁
3. 1 2 3  Ptolemy Soter II and Ptolemy Alexander I at LacusCurtius — (Chapter XI of E. R Bevan's House of Ptolemy, 1923)
4. ↑  Hölbl 2001，第172-203頁
5. ↑  Bennett, Chris. . Egyptian Royal Genealogy.   [11 November 2019]. （原始内容存档于2022-09-29）.
6. ↑  Bennett, Chris. . Egyptian Royal Genealogy.   [11 November 2019]. （原始内容存档于2022-09-30）.
7. ↑  保薩尼亞斯 1.9.1; OGIS 143
8. ↑  Bennett, Chris. . Egyptian Royal Genealogy.   [12 November 2019]. （原始内容存档于2022-04-23）.
9. ↑  查士丁, Epitome of Pompeius Trogus 39.3.1
10. ↑  保薩尼亞斯 1.9.1
11. 1 2 3  Hölbl 2001，第204-205頁
12. ↑  Bennett, Chris. . Egyptian Royal Genealogy.   [12 November 2019]. （原始内容存档于2022-08-07）.
13. ↑  .   [2022-09-29]. （原始内容存档于2022-09-29）.
14. ↑  Ptolemy VI Philometor （页面存档备份，存于） and Cleopatra II （页面存档备份，存于） at Livius.org
15. ↑  查士丁 39.3.2
16. ↑  Bennett, Chris. . Egyptian Royal Genealogy.   [12 November 2019]. （原始内容存档于2022-01-01）.
17. 1 2 3 4  Hölbl 2001，第206-207頁
18. 1 2 3  Hölbl 2001，第207-210頁
19. ↑  查士丁, Epitome of Pompeius Trogus 39.4.1; 保薩尼亞斯 1.9.2
20. ↑  Bennett, Chris. . Egyptian Royal Genealogy.   [12 November 2019]. （原始内容存档于2022-09-29）.
21. ↑  西西里的狄奧多羅斯, Bibliotheca 34/35.39a; 查士丁 39.4.1-2
22. ↑  Bennett, Chris. . Egyptian Royal Genealogy.   [12 November 2019]. （原始内容存档于2022-08-07）.
23. ↑  約瑟夫斯 Antiquities of the Jews 13.324-364
24. 1 2 3 4 5  Hölbl 2001，第211-213頁
25. ↑  保薩尼亞斯 1.9.3
26. ↑  普魯塔克 Life of Lucullus 2-3; 阿庇安, Mithridatica 33
27. ↑  西塞羅 Ac. 1.2.11
28. ↑  Hölbl 2001，第205-206頁
29. ↑  约阿尼斯·斯沃罗诺斯（Ioannis Svoronos）, Ta nomismata tou kratous ton Ptolemaion, Athens, 1904, vol. I-II, p. 302 (n°1838), & vol. III-IV, plate LXI, n°22, 23.
30. ↑  維爾納·胡斯（Werner Huß）, Ägypten in hellenistischer Zeit. C. H. Beck, Munich 2001, p. 674-675
31. ↑  查士丁 Epitome of the Philippic History 39.4
32. ↑  Sullivan 1990，第92頁.
33. ↑  Whitehorne 1994，第176頁.
34. ↑  Fletcher 2008，第353頁.
35. ↑  Llewellyn-Jones, Lloyd. . Bagnall, Roger S.; Brodersen, Kai; Champion, Craige B.; Erskine, Andrew; Huebner, Sabine R.  (编). . III: Be-Co. Wiley-Blackwell. 2013 [2012]. ISBN 978-1-405-17935-5.
36. ↑  Bennett 1997，第54頁.
37. ↑  Bennett, Chris. . Egyptian Royal Genealogy.   [16 November 2019]. （原始内容存档于2022-09-30）.